# كارل برازيل
كارل برازيل (بالإنجليزية: Karl Brazil)‏ هو موسيقي بريطاني، ولد في 27 مايو 1977 في ولفرهامبتن في المملكة المتحدة.

## وصلات خارجية
- الموقع الرسمي